# عالم سلطان میرزا
عالم سلطان میرزا (متولد ۴ نوامبر ۱۵۹۰) دومین و کوچکترین پسر مراد میرزا از همسر اولش حبیبه بانو بیگم بود. عالم سلطان میرزا در کودکی همانند برادر بزرگترش رستم میرزا از دنیا رفت.

## زندگی
هنگامی که مراد میرزا بیست ساله شد، از همسر اولش حبیبه بانو بیگم صاحب دومین پسر به نام عالم سلطان میرزا شد. هفت سال بعد از به دنیا آمدن عالم سلطان میرزا، در تاریخ ۳۰ نوامبر ۱۵۹۷، پسر ارشد مراد میرزا (رستم میرزا) در ۹ سالگی درگذشت. عالم سلطان میرزا نیز مانند برادرش رستم میرزا در کودکی درگذشت.

## خانواده
- پدر: مراد میرزا
  - پدربزرگ: اکبر
    - پدر پدربزرگ: همایون گورکانی
    - مادر پدربزرگ: حمیده بانو بیگم
- مادر: حبیبه بانو بیگم
  - پدربزرگ: میرزا عزیز کوکا